# رشوان (قبيلة)
ريشفان (بالكردية: ڕەشوان، Reşwan, Reşî, Reşwend, Rişvan, Reşan) هي قبيلة كُرديّة، موطنها الحدود الغربية لكردستان، يتمركزون في مقاطعات أديامان وعنتاب ومرعش وملطية وأيضًا في قونية وأنقرة في تركيا ومحافظة الرقة في سوريا ومقاطعة قزوين في إيران. تلتزم القبيلة في الغالب بالمذهب الحنفي من الإسلام وبعضهم علويين. خلال تسعينيات القرن التاسع عشر قام زعيم القبيلة يعقوب راجيب بحماية الأرمن من المذابح العثمانية.

## التسمية
يقترح الباحث والمحرر نوح آتيش أن اسم "Reşwan" مركب من الكلمات الكردية "reş" والتي تعني أسود، وصيغة الجمع -ân. ومع ذلك فإن اسم القبيلة مكتوب بأكثر من خمسين طريقة مختلفة في الوثائق العثمانية بسبب الترجمات الخاطئة من اللغة الكردية. تسمى القبيلة أيضًا باسم Reşî.